# Fear the Voices
Fear the Voices è un singolo del gruppo rock statunitense Alice in Chains, pubblicato nel 1999 ed estratto dalla raccolta Music Bank.

## Formazione
- Layne Staley – voce
- Jerry Cantrell – voce, chitarra
- Mike Starr – basso
- Sean Kinney – batteria